# Mercedes-Benz F 700
La Mercedes-Benz F 700 est un concept car de Mercedes-Benz qui a été présenté pour la première fois au Salon de l'automobile de Francfort-sur-le-Main en 2007.
Malgré sa taille et son poids, la consommation sur une distance de 100 kilomètres n'est que de 5,3 litres. Le poids de la berline de luxe est de 1,7 tonne. Selon l'usine, les émissions de CO2 de la F 700 sont de 127 g/km.

## F 700 et le nouveau DiesOtto

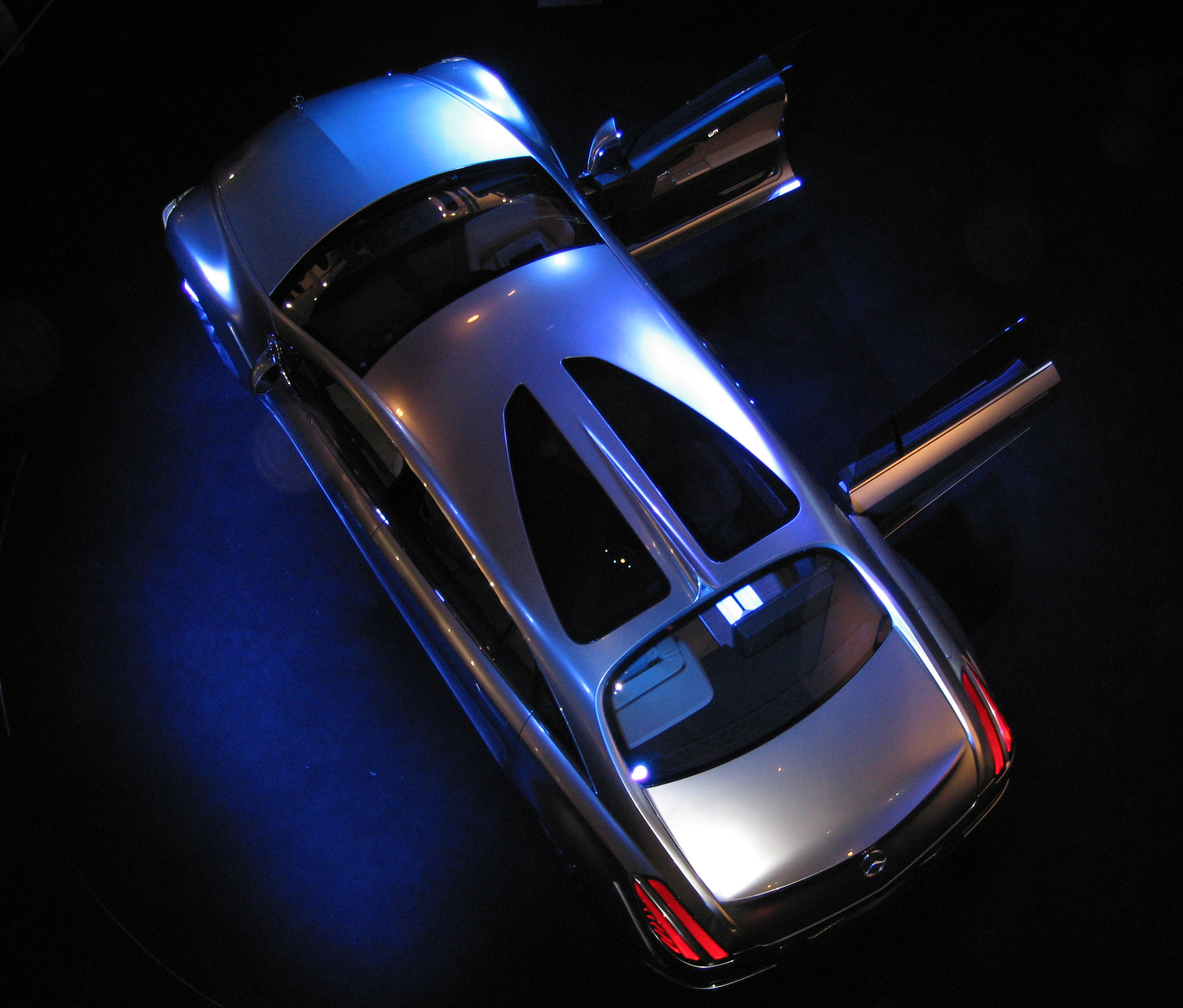
Vue des éléments en verre du toit de la F 700

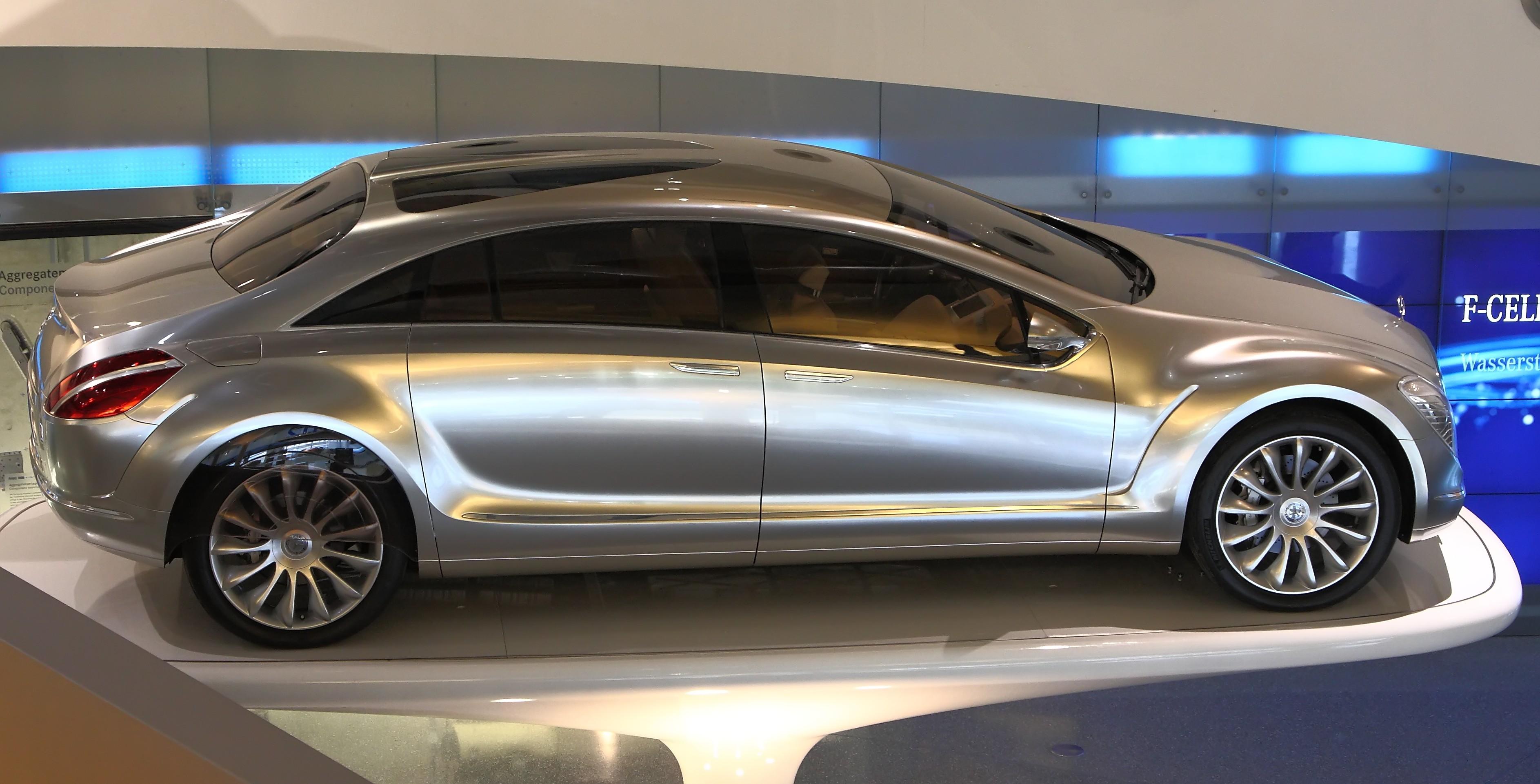
Vue de côté

Le moteur Diesotto nouvellement développé est principalement responsable des performances atteintes. Dans la F 700, celui-ci est utilisé pour la première fois en tant que moteur quatre cylindres d'une cylindrée de 1,8 litre et d'une puissance de 175 kW (238 ch). Le couple est de 400 Nm. La F 700 peut accélérer de 0 à 100 km/h en 7,6 secondes. La vitesse de pointe était limitée à 200 km/h. Le moteur dispose également d'une injection directe, de deux turbocompresseurs et d'une compression variable.
Cependant, l'élément le plus important de la nouvelle technologie DiesOtto est la combustion à allumage spatial à charge partielle. Il s’agit d’un processus de combustion très efficace, similaire à celui du diesel, particulièrement avantageux à bas et moyen régime. Le mélange air-carburant s'enflamme tout seul. La F 700 démarre comme avec un moteur essence classique à l'aide d'une bougie d'allumage, qui est également utilisée sous des charges élevées. L'épuration des gaz d'échappement est réalisée par un pot catalytique à trois voies standard. Le moteur électrique de la F 700 offre des avantages, notamment en circulation urbaine, et fournit 15 kW supplémentaires pour l'accélération.

## Châssis
Une autre nouvelle invention appelée Pre-Scan est utilisée pour la première fois dans la F 700. Deux scanners laser lidar intégrés aux phares scannent la route devant le véhicule et détectent les irrégularités. La suspension active ABC (Active Body Control) traite les informations provenant des irrégularités de la route de manière à augmenter le confort de conduite. Introduction en série sous le nom de Magic Body Control en 2013 dans la Mercedes-Benz Type 222.

## Servo-Human Machine Interface (Servo-HMI)
Le Servo-HMI est un nouveau concept de commande que le conducteur peut utiliser pour communiquer avec son véhicule. Ceci est rendu possible pour les occupants d'une part par une saisie via la commande rotative/poussoir et d'autre part par une saisie verbale via la reconnaissance vocale. Les deux variantes de saisie sont gérées via ce qu'on appelle l'avatar, une jeune femme générée à l'écran.

## Intérieur
L'empattement de la F 700, basé sur celui de la Classe S, a été allongé de 28,5 centimètres à 3,45 mètres afin d'obtenir un plus grand espace intérieur. Le bien-être des passagers est amélioré par le liège incorporé, qui crée une bonne ambiance avec son ton clair. Un autre élément important est la conception des sièges, qui offre de la place pour quatre personnes. Une fois le siège passager avant rabattu, le siège arrière droit peut être transformé en une sorte de siège inclinable en position relaxation. On retrouve également deux grandes surfaces vitrées intégrées au toit, un moniteur avec une diagonale d'écran de 51 cm et un système de son surround.

## Extérieur
De l'extérieur, la F 700 apparaît dynamique grâce à ses lignes épurées et ses passages de roues évasés. La façade classique à quatre phares avec éclairage LED intégré et les transitions entre les différentes pièces du véhicule sont principalement responsables de l'apparence extérieure élégante de la F 700.

## Série
La F 700 n'entrera pas en production en série sous la forme présentée. La question de savoir si le modèle sortira un jour des chaînes de montage ou non, sous une forme similaire ou même considérablement modifiée, est encore une question ouverte et dépend de la demande. Ce qui est certain jusqu'à présent, c'est que les inventions de Mercedes utilisées dans la F 700 seront ajoutées à la sélection optionnelle de presque tous les modèles Mercedes-Benz au cours des trois prochaines années. Cependant, des pièces de la F 700 seront installées dans la prochaine Classe S.